# Martin Kámen

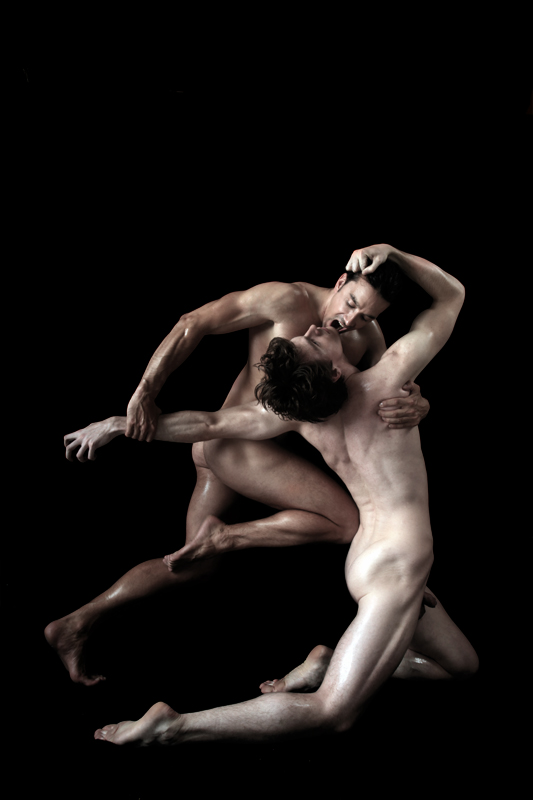
Martin Kámen: Apoteóza Danteho pekla, 2010

Martin Kámen (* 15. prosince 1982, České Budějovice) je český fotograf.

## Život a dílo
Absolvoval Akademii výtvarných umění v Praze (2008). Ve své práci se zaměřuje především na komponované umělecké fotografie a mužské akty. Svá díla představil na dvou desítkách výstav v Česku, ale také ve Velké Británii a Polsku. Působí také jako kurátor. V roce 2008 zakládal v Praze galerii The Chemistry gallery, od roku 2009 je art directorem galerie v design hotelu The ICON.
Kromě fotografie v minulosti tvořil například také kostýmní návrhy či byl spolutvůrcem pořadu České televize "Q". Věnuje se také práci v oblasti prevence HIV/AIDS v občanském sdružení Art for Life, jehož je spoluzakladatelem.

## Výběr z výstav
- Zklamání z ráje, 2010, Galerie ve věži, Novoměstská radnice, Praha[2]
- Manipulant, 2010, samostatná výstava, The ICON Gallery, Praha
- FANATIQUE, 2010, Galerie Kotelna, Říčany[3]
- Mandustry, 2010, samostatná výstava, Měšťanská Beseda, Plzeň[4]
- Definice Krásy, 2009, Galerie Diamant, Praha[3]
- Shining, 2009, Divus Institute, Londýn[5]
- Girls against Boys, 2009, Galeria Szara, Warszava
- Formy výrazu II., 2005, samostatná výstava, galerie NoD, Praha
- Nekrofolklor, 2004, La Fabrika, Praha
- Formy výrazu, 2003, 1.samostatná výstava, Experimentální prostor NoD, Praha

## Galerie

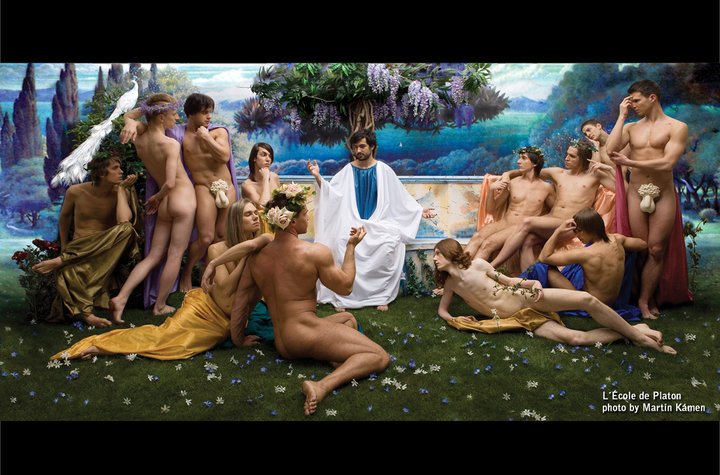
L'Ecole de Platon, 2008